# Erfdelen
Erfdelen, van een erf delen, is een collectieve woonvorm waarbij meerdere huishoudens een (kleine) woongemeenschap vormen met gedeelde voorzieningen op (voormalig) agrarische grond. Daarbij wordt gebruikgemaakt van de (leegstaande) gebouwen op een erf, door deze te renoveren of te slopen in ruil voor nieuwbouw. Erfdelen kan gezien worden als een alternatieve woonvorm met kenmerken van eenvoudig leven, maar specifiek gericht op agrarisch grondgebied. Er is ook een stichting met de naam 'Erfdelen', die erfdelers bij elkaar brengt en ondersteunt in informatievoorziening rondom dit type projecten.

## Achtergrond
In de 20ste eeuw werd het in Nederland gebruikelijk om per gezin een eigen woning te hebben met geheel eigen (bouw)technische faciliteiten, vervoermiddelen en een eigen interne organisatie voor opvoeding en verzorging. Na verloop van tijd kregen bewegingen voor gemeenschappelijk wonen en leven meer aandacht, mede door kritiek op de kapitalistische, consumptieve en individualistische samenleving en de maatschappelijke problematiek die daaruit was ontstaan, zoals een woningtekort, vereenzaming, stikstofproblematiek en klimaatverandering. De stikstofcrisis beperkte enerzijds nieuwbouw en zorgde anderzijds voor het gedwongen terugdringen van agrarische bedrijven. In Nederland ontstond in dat kader een specifieke beweging die zich inzette voor het creëren van gemeenschappelijke woonprojecten op voormalig agrarische grond, met de naam 'erfdelen'.
Woningtekort
In 2021 was er in Nederland een tekort aan circa 300.000 woningen en de verwachting was dat dit de jaren er na zou toenemen. De stikstofcrisis zorgde er initieel voor dat er 60% van de geplande 75.000 woningen per jaar gebouwd konden worden waardoor de vraag niet bijgebeend zou kunnen worden. De woningen die in de periode 2014-2021 werden gebouwd, waren voornamelijk grote, relatief dure (gezins)woningen, terwijl de samenstelling van huishoudens juist kleiner werd, waardoor vraag en aanbod niet goed op elkaar aansloot. Door hoge prijzen voor koopwoningen bleven mensen vaker in hun sociale huurwoning wonen, waardoor de groep startende jongvolwassenen genoodzaakt was alternatieven te zoeken of bij hun ouders te blijven. In aanvulling daarop bleven ouderen vaak langer in hun eigen huis wonen in plaats van naar een verzorgingshuis te gaan, waardoor de balans in doorstroom verder verstoord werd. Dit alles zorgde voor stagnatie op de woningmarkt met een tekort aan geschikte, betaalbare woningen voor diverse groeperingen als gevolg, waardoor naar alternatieven werd gezocht . 
Leegstand platteland
Het aantal agrarische bedrijven in Nederland was tussen 2000 en 2020 gedaald van 97.400 tot 52.700. Mede door stikstofregulering en een gebrek aan potentiële opvolging binnen het bedrijf, werd verwacht dat deze daling zou aanhouden. Door liberalisering en globalisering konden kleinere boeren niet concurreren op de markt, waardoor agrarische bedrijven (sinds 1950) moesten groeien en intensiveren om economisch levensvatbaar te blijven. Deze schaalvergroting van de veehouderij heeft bijgedragen aan de stikstofcrisis die in 2019 in Nederland werd vastgesteld. Als consequentie hiervan was de verwachting dat vele agrarische gebieden en de gebouwen die daarop staan ongebruikt en/of onbeheerd achterblijven, met mogelijk verval van plattelandsgebieden als gevolg.
In reactie op het gebrek aan geschikte woningen en het (mogelijk) verval van plattelandsgebieden ontstond een interesse in de specifieke wens om gemeenschappelijke woonprojecten op voormalig agrarische grond (erfdelen) te creëren, waarbij ook aandacht wordt besteed aan andere maatschappelijke ontwikkelingen, zoals vereenzaming of verduurzaming.

## Wet- en regelgeving

### Ruimte voor ruimte
Sinds 2012 is er in Nederland een regeling actief die nastreeft om landschap ontsierende gebouwen op (voormalige) agrarische grond te slopen in ruil voor de bouw van een nieuwe woning. Deze regeling wordt zowel 'Ruimte voor Ruimte' als 'Rood voor Rood' genoemd en kan per provincie en/of gemeente verschillen. De regeling biedt kansen om oudbouw te slopen en nieuwbouw te realiseren, maar stelt daar ook eisen aan die voor erfdelers ongunstig kunnen zijn. Het beperken van nieuwbouw tot één nieuwe woning en het minimaal vereiste aantal vierkante meters dat gesloopt moet worden te compenseren zijn daar voorbeelden van. In overleg met gemeente en provincie kunnen uitzonderingen worden gemaakt, bijvoorbeeld door een alternatieve compensatie zoals het realiseren van extra natuurgebied.

### Beleidsregel vrijkomende agrarische bedrijfsbebouwing
De beleidsregel vrijkomende agrarische bedrijfsbebouwing (VAB) is in het leven geroepen als reactie op de terugloop in de landbouw. Bedrijfsgebouwen die daardoor vrijkomen kunnen hergebruikt worden voor andere functies. Voorbeelden zijn recreatie-, kantoor- of woonbestemmingen. 

### Bestemmingsplan
Bij erfdelen wordt agrarisch landschap omgevormd tot woongebied. In veel gevallen is het nodig om het bestemmingsplan te wijzigen van (agrarische) bedrijfsbestemming naar woonbestemming. Een wijziging voor een bestemmingsplan verloopt via een aanvraag bij de betreffende gemeente. Dit proces bestaat uit vier fasen: voorbereiding, ontwerp, vaststelling en beroep en duurt één of meerdere jaren indien er bezwaren worden ingediend. Belangrijke thema's binnen een bestemmingsplan zijn: geluid, luchtkwaliteit, externe veiligheid, geur bedrijven, geur en veehouderij, trillingen, natuur, gezondheid, bodemkwaliteit, (grond)water, cultureel erfgoed, energie, kabels en leidingen, wind- en lichthinder.

### Bouwvoorschriften
Voorafgaand aan de bouw (of sloop) van gebouwen, dient er rekening gehouden te worden met het bouwbesluit, bouwverordening en welstandseisen. In het bouwbesluit staan alle technische aspecten waarmee rekening moet worden gehouden bij veiligheid rondom bouwprojecten. Dat gaat over veiligheid, gezondheid, bruikbaarheid, energiezuinigheid en milieu. In de (verdwijnende) bouwverordening staan niet-technische aspecten die van belang kunnen zijn bij bouw. De gemeente kan specifieke eisen hebben rondom de esthetische aspecten van een bouwproject. Die aspecten worden getoetst door de welstandcommissie, die hun toetsing baseren op de welstandsnota. Zij beoordelen bijvoorbeeld of de architectuur of gebruikte materialen passen binnen de omgeving.
Wet natuurbescherming
Om wijzigingen in het landschap aan te brengen is het verplicht om rekening houden met de wet natuurbescherming, waardoor flora- en faunaonderzoek altijd onderdeel is van de procedure. Dat betekent dat er onderzoek moet worden gedaan naar beschermde diersoorten, zoals muizen, vleermuizen, kikkers, vogels en beschermde plantensoorten.